# 여교수의 은밀한 매력
"여교수의 은밀한 매력"은 2006년에 개봉한 대한민국의 영화이다.

## 캐스팅
- 문소리 : 조은숙 역
- 지진희 : 박석규 역
- 박원상 : 김영호 PD 역
- 유승목 : 유 선생 역
- 정우혁 : 문 교수 역
- 신주아 : 명희 역
- 조성하 : 박석호 역
- 추상록 : 양아치 역
- 김승훈 : 조연출 역
- 조현철
- 서준영 : 어린 박석규 역
- 김동영 : 종두 역